# كايتلين بيكر
كايتلين بيكر (بالإنجليزية: Kaitlyn Baker)‏ هي مغنية أمريكية، ولدت في 23 نوفمبر 1994.

## وصلات خارجية
- الموقع الرسمي